# غواصة يو-155
كانت الغواصة يو-155 واحدة من 329 غواصة خدمت في البحرية الإمبراطورية الألمانية خلال الحرب العالمية الأولى.